# Жураковський Геннадій Євгенович
Геннадій Євгенович Жураковський (рос. Геннадий Евгеньевич Жураковский; нар. 23 серпня (4 вересня) 1894, Москва —  пом.10 березня 1955, там само) — російський педагог, науковець, доктор педагогічних наук (1940), професор (1940), член-кореспондент АПН РРФСР (1945).

## Біографія

### Походження та навчання
Геннадій Жураковський народився 1894 року в Москві в родині інтелігентів: його батько, Євген Петрович Жураковський, був педагогом, мати, Ольга Василівна Жураковська, брала участь у радикальному русі «шістдесятників», а молодший брат Анатолій став відомим священиком, духовним письменником, громадським діячем та ідеологом Істинно-Православної Церкви у Києві. Спочатку сім'я проживала в Москві, потім переїхала до Тифліса. У 1911 році разом з родиною переїздить до Києва.
Навчався Геннадій Жураковський на історико-філологічному факультеті Київського університету Святого Володимира, який закінчив 1919 року.

### Трудова діяльність
Трудову діяльність Геннадій Жураковський почав у 24–річному віці у Києві: з 1918 по 1920 роки працював керівником відділу дитячих будинків Губернського відділу соціального виховання. У 1919 році був призначений завідувачем дитячого будинку. Із 1924 року перейшов на викладацьку діяльність у деяких закладах вищої освіти Києва.
1934 року переїхав до Москви: спочатку, з 1935 по 1937 роки, працював у Центральному будинку художнього виховання дітей та Центральному НДІ педагогіки. Потім перейшов нову на викладацьку діяльність — до Московського обласного педагогічного інституту. У 1940 році захистив докторську дисертацію та одержав вчене звання професора.
Із початком німецько–радянської війни у 1941 році перейшов до Московського педагогічного інституту. 1945 року почав працювати завідувачем відділу зарубіжної педагогіки НДІ теорії та історії педагогіки. Крім того, в цей час продовжував працювати викладачем Московського педагогічного інституту. 1948 року повернувся до Московського обласного педагогічного інституту, де працював до 1954 року.
Помер 1955 року на 61–у році життя у Москві.

### Наукова діяльність
Геннадій Жураковський вивчав історію педагогіки, зокрема античності, середньовіччя та Відродження, проблеми селянської освіти другої половини XVIII ст., суспільно-педагогічний рух 60-х рр. XIX ст. у Російській імперії, наукову спадщину Антона Макаренка, Миколи Пирогова.
Готував до видання 3-томну працю. Було опубліковано лише першу частину — «Очерки по истории педагогики в связи с историей классовой борьбы» у 1926 році.

### Наукові праці
- Некоторые вопросы преподавания истории педагогики // Сов. педагогика. 1943. № 11–12;
- О развитии истории педагогики как науки и учебного предмета // Сов. педагогика. 1948. № 5;
- Педагогические идеи А. С. Макаренко. Москва, 1963;
- Очерки по истории античной педагогики. Москва, 1963;
- Из истории просвещения в дореволюционной России: Очерки. Москва, 1978.